# Pachitla
Pachitla är en ort i Mexiko.   Den ligger i kommunen Zontecomatlán de López y Fuentes och delstaten Veracruz, i den sydöstra delen av landet, 170 km nordost om huvudstaden Mexico City. Pachitla ligger 479 meter över havet och antalet invånare är 217.
Terrängen runt Pachitla är kuperad. Runt Pachitla är det ganska tätbefolkat, med 80 invånare per kvadratkilometer. Närmaste större samhälle är Xochiatipan de Castillo, 8,7 km nordost om Pachitla. I omgivningarna runt Pachitla växer huvudsakligen savannskog.